# Otago II d'Abkhazie
Otago II d'Abkhazie (mort en 1213) est le second duc d'Abkhazie de la dynastie des Chirvachidzé.
Otago II Chirvachidzé naît durant la seconde moitié du XIIe siècle, du prince Otago Ier et de son épouse inconnue. Durant sa jeunesse, il est titré « prince de Soukhoumi » et succède à son père sur le trône d'Abkhazie, région sur laquelle il règne en tant qu'eristavi (duc) indépendant du royaume géorgien. On ne sait rien d'autre sur son règne, si ce n'est qu'il meurt en 1213 et que l'Abkhazie connaît un interrègne pendant quelques années, jusqu'à ce que son fils Dardan soit nommé eristavi.